# Симбирская Соловецкая пустынь
Симбирская Соловецкая пустынь (Симбирских гор Соловецкая пустынь, Соловецкая Симбирская подгородная пустыня) — упразднённый в советское время мужской монастырь один из старейших монастырей Симбирской епархии, находившийся близ Симбирска (с 1924 г. — Ульяновск), стоявший на крутом правом берегу Волги в 5 километрах к северу от пос. Сланцевый Рудник Ульяновского района и в 3 километрах к востоку от с. Новая Беденьга. Основанная в XVII веке.

## История
Кем и когда основана пустынь — точно неизвестно, но не позднее середины XVII века. Первое достоверное письменное упоминание о пустыни в акте отвода земли под пустынь в 1671 году, в котором написано: «по челобитью тое ж пустыни старца Феодосия с братиею, и ведено им под пустыню отвести против прежняго и учинить межи и грани и всякие признаки», а также упоминание в этом акте уже существовавшей дороги, «по которому ввозу ездят из Соловецкой пустыни на гору в слободы».
В 1670 году Соловецкая пустынь была разорена и сожжена сообщниками Стеньки Разина, но вскоре с помощью жителей Симбирска была отстроена и  возобновлена к 1675 году. Все строения в Соловецкой пустыни были деревянными. Первая церковь — однопрестольная, освящена во имя Обновления храма Воскресения Христова. Окружала пустынь квадратная в плане деревянная ограда с воротами на южной стороне и небольшой надвратной церковью во имя свв. преп. Зосимы и Савватия Соловецких чудотворцев. В связи с этим пустынь иногда называли Воскресенским монастырём. 
До 1674 года Соловецкая пустынь входила в состав Успенского монастыря, находившийся в Симбирске, на Подгорье. 
По данным описи 1739 года, в пустыни также имелись: семь настоятельских и братских келий, хлебная и скотская изба с сенями, ветхий амбар и напогребица. В 1764 году Воскресенская церковь уже упоминается как тёплая.
В 1743 году, при строителе иеромонахе Ионе (строитель отличается от игумена тем, что, не имея сана игумена, также управляет монастырём), в пустыни построена ещё одна церковь — тоже деревянная, холодная, однопрестольная, освящённая 2 июля 1743 года во имя свв. преп. Зосимы и Савватия. Судьба двух других церквей после 1743 года неизвестна. По описи 1763 года в пустыни существовало уже только две церкви — Зосимо-Савватиевская и Воскресенская.
Соловецкая пустынь никогда не была богатым монастырём. Она не имела жалованных государевых угодий, оброчных мельниц, крестьян. В 1671 году пустыни было отведено 40 десятин угодий. В конце XVII века пустыни были даны луга на волжском острове, лежавшем напротив монастыря и получившем название Соловецкого. Между пустынью и этим островом на Волге монастырю принадлежали рыбные ловли.
В середине XVIII века монастырю принадлежали и прилегающие к нему земли, покрытые лесами. На этих землях с северной и западной сторон монастыря монахами был разбит большой яблоневый и вишнёвый сад и устроен пчельник. Как луговые, так и лесистые земли приобретены были в основном в конце XVII века.
В связи с небогатством монастыря, удалённостью его от населённых пунктов, а также из-за частых набегов разбойников численность братии Соловецкой пустыни была небольшой.
В 1725 году Казанский архиерейский приказ из-за постоянных грабежей пустыни вынужден был временно закрыть её, но жители Симбирска, нуждавшиеся в пустыни, стали ходатайствовать о её открытии и обязались ежегодно выдавать на каждого монаха по пять рублей и шесть четвертей хлеба. Указом Казанского архиепископа Сильвестра от 5 декабря 1726 года пустынь вновь была открыта.
Однако постоянные нападения разбойников, а также направленные против монашества указы сначала Петра I, а затем и Анны Иоанновны, сильно затруднявшие жизнь иноков, не остались без последствий. Численность братии Соловецкой пустыни постоянно уменьшалась. В 1739 году здесь проживало всего лишь восемь человек, в 1749 году — 10, в 1759 году пустынь опустела. В 1763—1764 годах здесь жило три человека.
26 февраля (8 марта) 1764 года вышел указ Екатерины II «О разделении церковных имений…» и Соловецкая пустынь в том же году была упразднена как малочисленная, а братия её из трёх человек — настоятеля иеромонаха Иоанникия, иеромонаха Адамия и монаха Авраамия — переведены в Симбирский Покровский монастырь.

## Храмы Соловецкой пустыни
По описи 1763 года в Соловецкой пустыни были две деревянные церкви:
Первая церковь — холодная, крытая тёсом, однопрестольная, во имя свв. преп. Зосимы и Савватия, одноглавая, без колокольни. Здесь находились значимые иконы: в алтаре за престолом образ Казанской Божией Матери с серебряными венцом и полями, образ Казанской Божией Матери без оклада; на иконостасе в местном ряду по правую сторону от царских врат — образ Спасителя с серебряным венцом, образ Соловецких чудотворцев с серебряными позолоченными венцами, образ Иоанна Предтечи; на южной двери — образ святого архидиакона Стефана; по левую сторону от царских врат — образ Смоленской Божией Матери с серебряными позолоченными венцами, образ св. Николая Чудотворца с серебряными позолоченными венцом и полями, образ Воскресения Христова в серебряном позолоченном окладе, образ Божией Матери «Всех скорбящих Радость» без оклада.
Вторая церковь — тёплая, крытая тёсом, однопрестольная, во имя Обновления храма Воскресения Христова, тоже одноглавая. Церковь имела деревянную колокольню с четырьмя большими и малыми колоколами. Воскресенская церковь была менее богата своим убранством, чем Зосимо-Савватиевская. За престолом в алтаре здесь выделялся образ Смоленской Божией Матери.
В пустыни также были: сосновая строительская келья с сенями, хлебенная изба, в которой жил строитель, иеромонашеская келья с сенями, монашеская с сенями, баня братская, три сенных сарая, хлебный амбар и десять ульев с пчёлами.
Территория была огорожена деревянной оградой, имевшей в плане квадратную форму, размером 50×50 саженей. С южной стороны ограды находились святые ворота, «под церковью». В пустынь из города шла дорога, начинавшаяся от Казанского тракта.
О надвратной церкви в описи содержится лишь краткое указание на то, что она существовала, но как выглядела и какое имела наименование, не указывается. По преданию, перед самым закрытием пустыни в ней началось строительство новой каменной церкви, но сложить её успели только до окон.
После упразднения пустыни церковь во имя свв. преп. Зосимы и Савватия вместе с иконами и утварью была перевезена в г. Симбирск к Смоленской церкви, где долгое время хранился деревянный храмоздательный крест с надписью: «освятися жертвенник… во храме преподобных отец наших Зосимы и Савватия Соловецких чудотворцев при державе... Императрицы Елизаветы Петровны... по благословению Преосвященнаго Луки, Епископе Казанскаго и Свияжскаго, в лето мироздания 7251 (1743) июля 2-го». Сюда же попали несколько пустынских икон: Смоленской Божией Матери, свв. преп Зосимы и Савватия Соловецких чудотворцев и св. Иоанна Предтечи.
Вторая церковь в 1769 году за 21 рубль была продана в село Шумовка, где стала церковью Рождества Христова, но через год сгорела. Остальные монастырские постройки постепенно были расхищены жителями соседних сёл и деревень.

## Второе возрождение
Через полтора века пустыни было суждено вновь воскреснуть. После разрушения всех построек Соловецкой пустыни на месте алтаря одной из церквей была поставлена деревянная часовня. В 1892 году крестьянин села Конно-Подгородная Слобода Пётр Михайлов Болтавский построил вместо неё новую, каменную часовню.
Земля, на которой находилась пустынь, и окружающий её лес перешли во владение удельному ведомству, у которого её приобрела в конце XIX века вдова тайного советника София Андреевна Гулак-Артемовская, позже продавшая её Крестьянскому поземельному банку. Соловецкий остров был пожалован тайному советнику Александру Гавриловичу Окунёву, а в конце XIX века он принадлежал купчихе Алевтине Сергеевне Зотовой.
В конце XIX века уроженец Симбирской епархии епископ Вологодский и Тотемский Антоний (Флоренсов) (в миру — Михаил Семенович Флоренсов), зная память и любовь симбирян к Соловецкой пустыни, принял решение помочь восстановить её. Изыскав средства, он выкупил у Крестьянского поземельного банка принадлежащую ранее пустыни землю в количестве 23 десятин и построил здесь два небольших деревянных дома с необходимыми хозяйственными постройками для помещения насельников пустыни. В 1909 году в пустыни появились первые монахи. В том же году на средства благотворителей в пустыни была построена небольшая деревянная однопрестольная церковь во имя свв. преп. Зосимы и Савватия Соловецких чудотворцев. 5 сентября 1910 года эта церковь была освящена архиепископом Симбирским и Сызранским Иаковом (Пятницкий) епископом Антонием в сослужении ректора Симбирской духовной семинарии протоиерея А. В. Стернова, кафедрального протоиерея С. С. Медведкова  и протоиерея М. Ф. Троицкого, в сопровождении пения архиерейского хора под лишением регента С. П. Ягодинского, при большом стечении богомольцев из крестных селений и Симбирска. Старого Кафедрального собора, симбирский купец М. Д. Кузьмичев предоставил для перевозки желающих присутствовать при освящении церкви несколько своих пароходов. Началась новая жизнь возрожденной Соловецкой пустыни.
10 октября 1911 году в Симбирск прибыла присланная для Соловецкой пустыни, по просьбе епископа Симбирского и Сызранского Вениамина (Муратовский), икона свв. преп. Зосимы и Савватия Соловецких. 22 октября икона торжественно была перевезена в Соловецкую пустынь и большим крестным ходом перенесена в пустынскую церковь. Выделялась в пустыни также помещённая за левым клиросом Иверская икона Божией Матери, представлявшая точную копию иконы у Иверских врат в Москве.
Несколько икон из Соловецкой пустыни сохранились до наших дней. Икона Святителя Николая Чудотворца с изображением Святой горы с. Промзина с Никольской часовней и икона преподобного Сергия Радонежского в настоящее время находятся в Богородице-Неопалимовском храме Ульяновска.
Постепенно увеличивалось число иноков в пустыни. В 1911 году здесь проживало восемь человек, в 1913 году число братии составляло пять человек вместе с управлявшим пустынью иеромонахом. Возрождённая пустынь имела своё небольшое хозяйство: лошадь, корову, несколько птиц и пчельник. Содержалась пустынь на средства от трудов насельников Симбирского архиерейского дома, к которому она была приписана.
С Соловецкой пустынью связано имя священника-богослова Павла Флоренского, духовным отцом которого являлся епископ Антоний (Флоренсов) —  инициатор возобновления пустыни. В 1907—1908 годах Павел Флоренский активно помогал епископу Антонию восстанавливать Соловецкую пустынь. В мае 1912 года епископ Антоний писал П. А. Флоренскому: «Я, слава Богу, здоров. В июне надеюсь съездить в Симбирск и Соловецкую пустынь».
Последние из известных документов Соловецкой пустыни относятся к 1917—1918 годам. Сохранилась также выдержка из протокола заседания исполкома от 1921 года о передаче церкви Соловецкого монастыря уездному отделу народного образования, из чего можно сделать вывод, что 1921 год был последним годом существования пустыни.
Память о Соловецкой пустыни ещё сохранилась в народе. Так, Волжская протока, находившаяся напротив пустыни, на топографических картах до 1950-х годов, до создания Куйбышевского водохранилища, указывалась как «Соловетская Воложка».
В 1997 году на месте монастыря был установлен Памятный крест.

## Настоятели Соловецкой пустыни
- Строитель старец Феодосий — упоминается в отводной грамоте 1671 года.
- Строитель иеромонах Михаил — упоминается в 1698 году.
- Строитель иеромонах Василий — упоминается в 1702—1705 гг.; с 1703 года являлся игуменом.
- Игумен Иона, ?—1734 г. Отрешён от места за утрату 3 руб. 80 коп. монастырских денег и отправлен в Казань.
- Строитель иерей Фёдор Андреев — временно управлял монастырем в сентябре 1734 года.
- Монах Аарон — временно управлял монастырем в октябре 1734 года. При нём упоминается казначей иеродиакон Иосиф.
- Игумен Мелетий, ноябрь 1734—1735 гг.
- Строитель, а с 1740 года — игумен Макарий, 1738—1743 гг.
- Строитель иеромонах Иона, из вдовых священников, 24 сентября 1743 г. — август 1751 г. Уволен по старости.
- Иеромонах Питирим, из келарей Успенского Зилантова монастыря, августа 1751—1752 гг. В 1752 г. уже числится игуменом Жадовской пустыни.
- Игумен Глеб, переведён из Жадовской пустыни, 1752 г. — середина 1763 г.
- Строитель иеромонах Иоанникий, после закрытия пустыни он был переведён в Симбирский Покровский монастырь.

Настоятели возрождённой пустыни:
- Иеромонах Фотий (Королёв), управлял ей с 1909 года по день своей смерти 29 июля 1910 года;
- Иеромонах Александр, переведён из Сызранского Вознесенского монастыря, временно управлял пустынью с июля 1910 г. по 14 декабря 1910 г.; затем перемещён в Симбирский Архиерейский дом на должность эконома.
- Иеромонах Антоний, с 14 декабря 1910 г. по день своей смерти 12 июня 1911 г., похоронен на Покровском некрополе[13];
- Иеромонах Иосаф, с 12 июня 1911 г. по 8 сентября 1911 г.; уволен, как несоответствующий своему назначению, стремившийся закрыть пустынь, теснивший послушников.
- Иеромонах Феофан (Векшин), с 7 октября 1911 г.
- о. Сергий, с июля 1912 г. по апрель 1913 г.
- о. Владимир, переведён из Свято-Духова Царицынского монастыря. Управлял пустынью недолго, вступив в управление в 1913 году, предположительно в том же году он и уволен.
- Иеромонах Савва (Василий Николаевич Чебоксаров) — последний управляющий Соловецкой пустынью. Вступив в управление предположительно в 1913 году, сразу же после о. Владимира, управлял пустынью до самого её закрытия в 1920-х гг. Иеромонах Савва являлся сыном крупного Симбирского предпринимателя Н. В. Чебоксарова. Родился в Симбирске, окончил местную духовную семинарию. Почти сразу после возобновления Соловецкой пустыни постригся в монахи и являлся одним из первых её насельников. В 1918 году укрывал в Соловецкой пустыни членов и друзей семьи Чебоксаровых.